# Gambiai labdarúgó-szövetség
A gambiai labdarúgó-szövetség (rövidítve: GFA) Gambia nemzeti labdarúgó-szövetsége. A szervezetet 1952-ben alapították, 1966-ban csatlakozott a Nemzetközi Labdarúgó-szövetséghez valamint az Afrikai Labdarúgó-szövetséghez. A szövetség szervezi a Gambiai labdarúgó-bajnokságot. Működteti a férfi valamint a női labdarúgó-válogatottat.